# Байюм
Байюм (нід. Baaium) — село в нідерландській провінції Фрисландія. Входить до муніципалітету Вадхуке.
Його площа становить 2,15км², а населення станом на 2021 рік складало 115 осіб.
Перша згадка про населений пункт датується 13-им сторіччям.

## Галерея

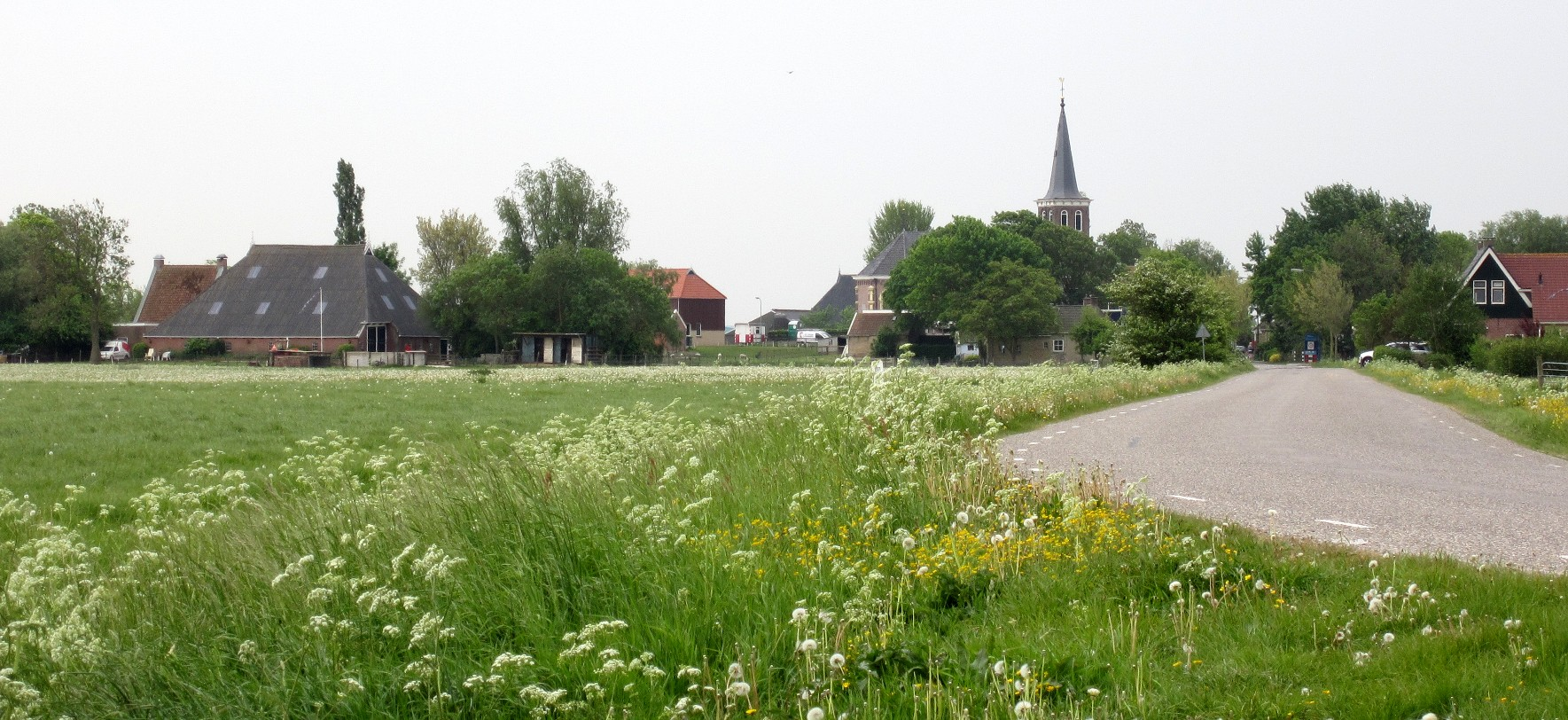
Панорама села
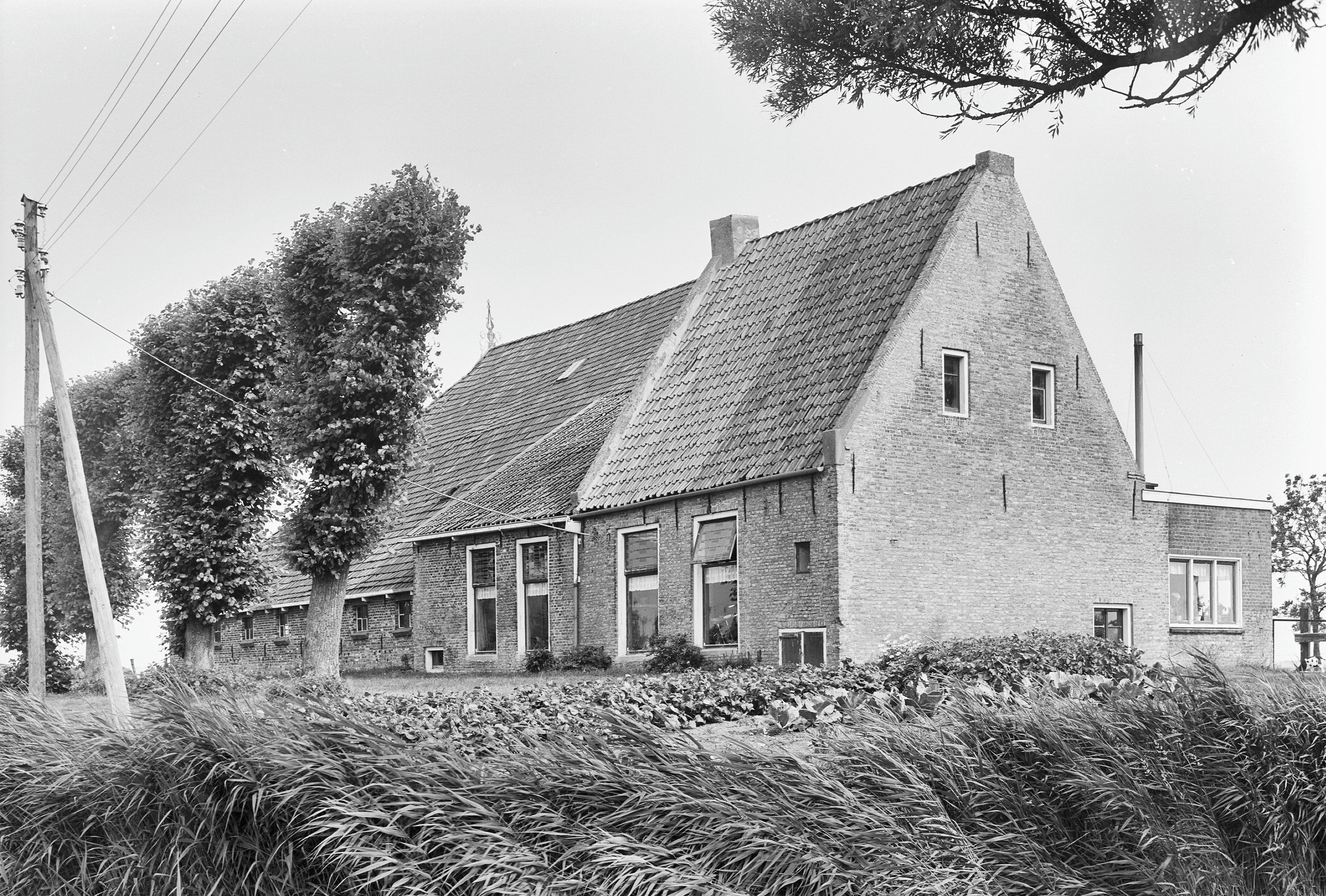
Ферма у Байюмі (1967)